# موريسيو أوشمان
موريسيو اوشمان (بالإسبانية: Mauricio Ochmann)‏ ممثل مكسيكي من مواليد 16 نوفمبر 1977 شارك في ستة أفلام وعدة مسلسلات مكسيكية ولاتينية أبرزها مسلسل أين ابي سنة 2005، كما شارك في أعمال مسرحية.
ولد اوشمان لأم أرمنية وأب يهودي يعمل كرجل أعمال وكرسام.

## روابط خارجية
- موريسيو أوشمان على موقع IMDb (الإنجليزية)
- موريسيو أوشمان على موقع ألو سيني (الفرنسية)
- موريسيو أوشمان على موقع أول موفي (الإنجليزية)
- موريسيو أوشمان على موقع قاعدة بيانات الفيلم (الإنجليزية)
- موريسيو أوشمان على موقع كينوبويسك (الروسية)